# Lørenskog IK
Der Lørenskog Ishockeyklubb ist ein 1963 gegründeter norwegischer Eishockeyklub aus Lørenskog. Die Mannschaft spielte von 2008 bis 2018 in der GET-ligaen und trägt ihre Heimspiele in der Lørenskog Ishall aus.

## Geschichte

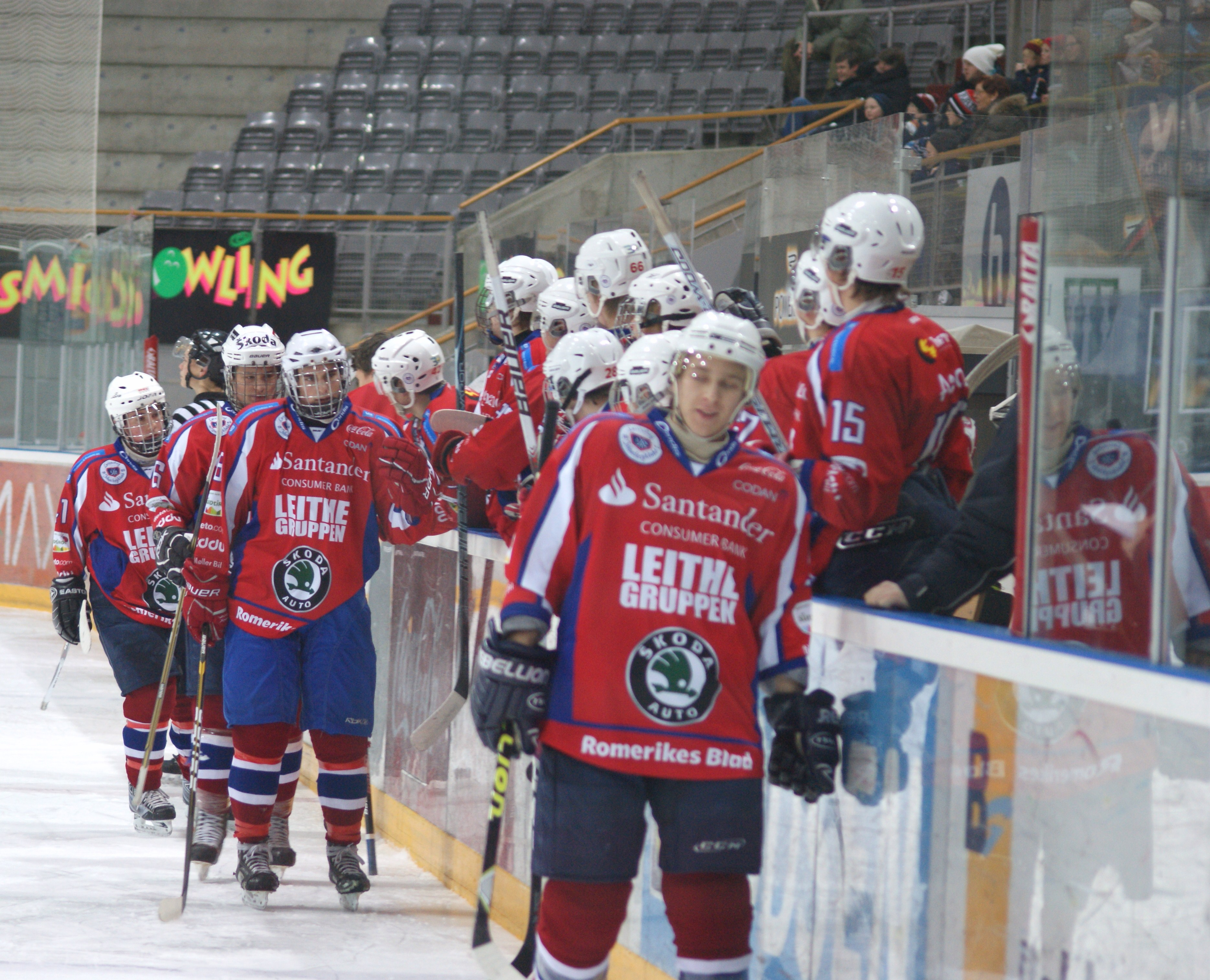
Juniorenmannschaft des LIK

Der Klub wurde 1963 gegründet. In der Folgezeit spielte die Mannschaft regelmäßig in der zweitklassigen 1. divisjon sowie der GET-ligaen, der höchsten norwegischen Spielklasse. In der Saison 2007/08 stieg die Mannschaft zuletzt aus der 1. divisjon in die GET-ligaen auf, in der er seither ununterbrochen spielt. Größte Erfolge für die Mannschaft war das Erreichen des Playoff-Halbfinals in der Saison 2010/11 und der Einzug ins Finale Saison 2015/16, wo man mit 2:4 den Stavanger Oilers unterlag. Nach der Saison 2017/18 zog sich der Verein wegen wirtschaftlicher Probleme aus der GET-ligaen in die drittklassige 2. divisjon zurück.
Seit 2019 spielt der Klub wieder in der 1. divisjon.

## Bekannte ehemalige Spieler
- Morten Ask
- Andy Delmore
- Mats Frøshaug
- Lars Haugen
- Tommy Jakobsen
- Eerikki Koivu
- Lars-Erik Spets